# 夕刊7チャンネル
『夕刊7ch』（ゆうかんななチャンネル）は、テレビ大阪で2013年4月1日から2015年3月26日まで平日 17:13 - 17:30 （JST）に放送されていた報道番組・経済情報番組である。
当ページでは、当番組の特集から派生したドキュメンタリー番組・映画『天王寺おばあちゃんゾウ 春子 最後の夏』（てんのうじおばあちゃんぞう はるこ さいごのなつ）についても述べる。

## 概要
前番組の『ニュースBIZ』に続いて、日本経済新聞大阪本社とタイアップで生放送。テレビ大阪の女性アナウンサーをメインキャスターに据えながら、近畿地方の経済ニュースを中心に、注目のニュースや話題に鋭いメスを入れる。番組タイトルに「夕刊」を冠することから、タイトルロゴのデザインなどに新聞の夕刊風の趣向を凝らしている。
タイトルの「7ch」とは、テレビ大阪の地上デジタル放送のリモコンキーID にちなむ。また、CM前のアイキャッチには、当時の裏番組の1つであった『FNNスーパーニュースアンカー』（関西テレビ）と同じく「PRECIOUS TIME」（葉加瀬太郎作曲・演奏）を使用していた。ただし、使用部分は異なる。
在阪のテレビ局が平日の夕方にレギュラーで編成しているローカルニュース番組では最も短い17分間の放送ながら、後半に天気予報を組み込むとともに、経済以外の分野にも及ぶ特集や生中継を随時放送。テレビ大阪が火曜日の18:30以降に阪神タイガースの公式戦を中継する場合には、中継先の球場から当日の実況アナウンサー・解説者・ベンチリポーターが直前情報や中継試合の展望を伝えていた。
2014年11月28日および2015年1月30日（いずれも金曜日）には、当番組の拡大版として、長谷川豊（フジテレビ出身のフリーアナウンサー）と2014年度の当番組メインキャスター・鈴木理加（テレビ大阪アナウンサー）の司会による『報道特番 大阪の大問題』を17:13 - 18:00に編成。最新のストレートニュースに加えて、サービスエリアの大阪府内で起きている問題を徹底的に取材・討論する特集を2本ずつ放送した。
テレビ大阪では、2015年3月26日の放送で当番組を終了した。翌日同月27日（金曜日）からは、当番組および『報道特番　大阪の大問題』を母体にした後継番組『ニュースリアルKANSAI』の放送を開始。当番組メインキャスターの鈴木が全曜日で続投（長谷川がメインキャスターを務める金曜日のみサブキャスター、月 - 木曜日はメインキャスターとして出演）するほか、月 - 木曜日放送分では当番組の放送枠をそのまま引き継いでいる。

## 出演者
◎：出演期間中はテレビ大阪の契約アナウンサー

### 放送終了時点
いずれの人物も、『ニュースリアルKANSAI』で続投。
- メインキャスター：鈴木理加◎ - 鹿児島放送から移籍後初めてのレギュラー番組として、番組開始から2014年3月28日までリポーターを担当。2013年プロ野球シーズン中の火曜日には、『全力!!虎中継』（現：ナマ虎スタジアム）のリポーターとして登場することもあった[2]。また、「天王寺おばあちゃんゾウ 春子 最後の夏」では、テレビ再編集版・劇場版でもナレーターを担当。
- 中継リポーター：山口恵◎ - NHK鹿児島放送局から移籍した2014年度の放送にのみ出演
- 気象キャスター：堀奈津子（気象予報士）

### 過去
- メインキャスター：大塚奈央子◎ - 2013年4月1日から2014年3月28日まで出演した後に、2014年4月から契約アナウンサーとして名古屋テレビ（メ～テレ）へ移籍。

## 「天王寺おばあちゃんゾウ 春子 最後の夏」

### テレビドキュメンタリー版
テレビ大阪の本社がある大阪市の天王寺動物園では、第二次世界大戦の爪痕が残る1950年に、タイからアジアゾウの春子が来園。来園最初の日曜日に6万以上の人々が押し寄せるほど熱烈な歓迎を受けると、以降も60年以上にわたって、大阪の人々に愛されてきた。
テレビ大阪報道部プロデューサーの人見剛史は、春子が来園した当時のニュース映像を見たことをきっかけに、園内のゾウ舎で暮らす春子の生涯・生活に焦点を当てたドキュメンタリー番組を企画。『天王寺おばあちゃんゾウ 春子の夏日記』というドキュメンタリー番組を2013年に制作すると、正司照枝をナレーターに起用したうえで、独立番組として9月14日（土曜日）の14:00 - 14:30に放送した。さらに、テレビ大阪が加盟するTXNドキュメンタリー大賞の候補作品にもなったことから、TXN基幹局のテレビ東京では同日の12:00 - 12:30に先行放送を実施した。
テレビ大阪の報道部では、同番組の放送後も、カメラマンの増田健がゾウ舎を中心に園内での撮影を続けていた。しかし、2014年の時点で推定年齢66歳だった春子は、加齢に伴う脚の衰えから同年7月30日の午後にゾウ舎で転倒。増田や飼育員に見守られながら、その日の夕方に生涯を閉じた。この事態を受けて、当番組では、2014年7月31日の特集で「天王寺おばあちゃんゾウ 春子 最後の夏」を放送。放送後には、関西写真記者協会の年間表彰でテレビ・ニュース映画の部・企画部門の金賞を受賞した。
テレビ大阪では、この特集を独立番組として再編集。2014年9月15日（土曜日）の15:00 - 16:00に放送したところ、2014年度上期ギャラクシー賞の奨励賞、第56回科学技術映像祭自然・くらし部門の優秀賞、第12回世界自然・野生生物映像祭の日本野生生物賞を相次いで受賞した。

### 劇場版
テレビ大阪では、当番組終了後の2015年9月10日に開いた同年10月改編記者会見で、「天王寺おばあちゃんゾウ 春子 最後の夏」の映画化を発表した。ちなみに、テレビドキュメンタリー版から撮影や制作に協力してきた天王寺動物園は、この年の1月1日に開園100年を迎えている。
タイトルは『劇場版「天王寺おばあちゃんゾウ 春子 最後の夏」』で、東京シネマアカデミーが配給と宣伝を担当。同年11月21日からシネリーブル梅田での先行上映を皮切りに、シネリーブル池袋など、全国の映画館で随時上映する。
劇場版の上映に際しては、増田が150時間にわたって撮影した映像を、編集作業で99分にまとめた。また、日本動物園水族館協会からの推薦を受けたほか、冴木杏奈の作詞・歌唱による『DESTINO～運命～』をエンディングテーマに採用。さらに、各界の著名人から、コシノヒロコ、阿部祐二、吉田沙保里、石崎理絵（「みっちぃ」という名義で釣り番組などに出演するタレント）を「オフィシャルサポーター」に起用している。

#### 作品解説
2歳頃までタイの野生で過ごしていた春子は、市民からの熱烈な歓迎を受けながら1950年に来園して以来、60年以上にわたって大阪の人々に愛され続けた。しかし、日本国内で飼育されているアジアゾウとしては2番目の高齢（推定65歳）だった2013年から、夏場に炎天下の運動場へ出ることを嫌がり始める。その年の冬場には、あることが原因で、飼育員が春子の食事を抜く事態に至った。
やがて、春子の両脚は、自力で立つことすら難しくなるほどまで衰える。そして、2014年7月30日の午後、春子は飼育員のいないゾウ舎で転倒する。このままでは、自分の体重で肺を圧迫してしまう。転倒の知らせを受けてゾウ舎に駆け付けた飼育員は、「春さんを助けたい」「これ以上苦しめたくない」という葛藤を抱えながら、あの手この手で春子を起こそうとするが・・。

#### スタッフ
- 製作：テレビ大阪
- 撮影：増田健（テークワン）
- ナレーター：鈴木理加（テレビ大阪アナウンサー）
- 構成：鹿島我
- オフライン編集：田村正剛
- 技術：五味多宏和
- タイトル：瀨口知成
- EED：井上孝志、西村潤
- 音楽効果：善治良博
- MA：辻賢一
- 編成：大田一馬
- 宣伝：佐藤寛、香川直也
- コンテンツ・プロデューサー：田上英樹、森川健一、増田尚志、島田靖子
- エグゼクティブ・プロデューサー：綱沢啓芳
- 広報協力：井内徳次、大場敬幸、尤趙瓏
- チラシデザイン：前竹光太
- 印刷：アートキムラ
- 宣伝協力：フリーハンド
- 配給協力：テンダープロ
- 協賛：アートコーポレーション、デュープレックス・ギャザリング
- 配給・宣伝：東京シネマアカデミー
- 推薦：日本動物園水族館協会
- 協力：大阪市天王寺動物園および来園者、ムーンミュージック
- 監督：人見剛史（テレビ大阪）